# Nantan
Nantan (jap. 南丹市 Nantan-shi) – miasto w Japonii, na wyspie Honsiu, w prefekturze Kioto.

## Położenie
Miasto leży w środkowej części prefektury Kioto. Sąsiaduje z miastami: 
- Kioto
- Kameoka
- Ayabe
- Sasayama
- Takashima
- Ōi

## Historia
Miasto powstało 1 stycznia 2006 roku. 

## Miasta partnerskie
- Filipiny: Manila